# Virbhadra Singh

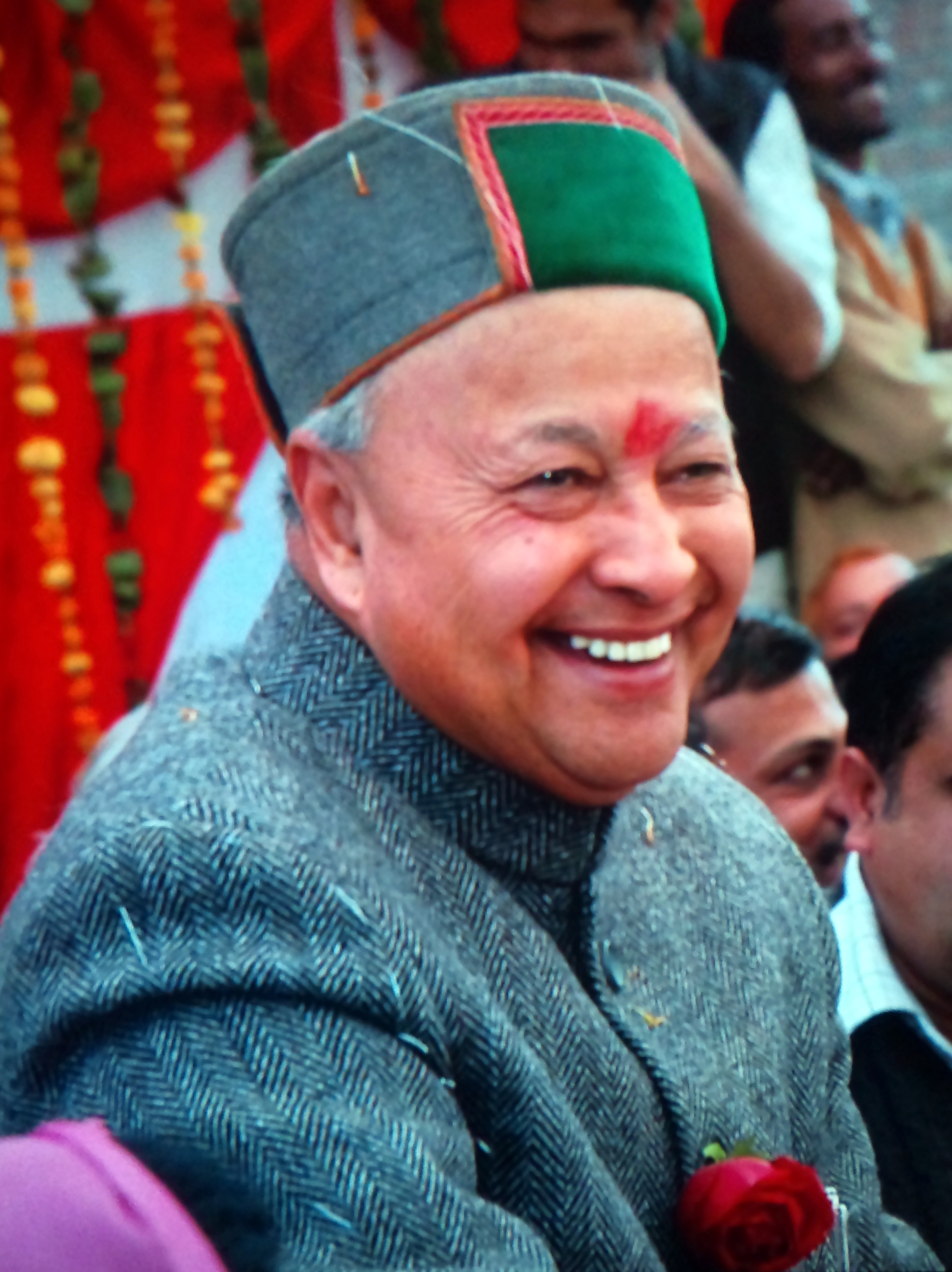
Virbhadra Singh (2012)

Virbhadra Singh (Hindi: वीरभद्र सिंह Vīrbhadra Siṃh [ˈʋiːrbʱʌdrʌ ˈsɪŋh]; * 23. Juni 1934 in Sarahan, Distrikt Mahasu, Britisch-Indien (heute Distrikt Shimla, Himachal Pradesh); † 8. Juli 2021 in Shimla) war ein indischer Politiker (Kongresspartei). Ab dem 25. Dezember 2012 war er Chief Minister (Regierungschef) des Bundesstaates Himachal Pradesh. Zuvor hatte er das Amt bereits 1983–90, 1993–98 und 2003–07 inne. Außerdem war er von 1980 bis 1983 und 2009 bis 2012 Staatsminister (Staatssekretär) in der indischen Zentralregierung.

## Biografie
Virbhadra Singh wurde am 23. Juni 1934 in Sarahan in den damaligen United Provinces (heute Bundesstaat Himachal Pradesh) geboren. Er stammt aus der Rajputen-Herrscherfamilie des Fürstenstaates Bashahr. Sein Vater Padam Singh war von 1917 bis 1947 der herrschende Raja von Bashahr. Seine Ausbildung erhielt er an der Bishop Cottons School in Shimla und am St. Stephens College in New Delhi. Er erwarb dabei die Qualifikation eines Landwirtschaftsfachmanns (agriculturist), sowie einen MA-Titel in Geschichtswissenschaft. Nach dem Tod seines Vaters im Jahr 1947 beerbte Virbhadra Singh ihn im Alter von 13 Jahren als Raja von Bashahr. Er behielt diese Position bis zur Auflösung der Fürstenstaaten im Rahmen des States Reorganisation Acts im Jahr 1956.
Bei der gesamtindischen Parlamentswahl 1962 wurde Virbhadra Singh im Wahlkreis 3-Mahasu für die Kongresspartei in die Lok Sabha (das indische Unterhaus) gewählt, eine Wiederwahl erfolgte 1967 und 1971 (im Wahlkreis 2-Mandi).
Im Jahr 1971 wurde er stellvertretender Minister (Deputy Minister) für Tourismus und Zivilluftfahrt. Nach der erneuten Wiederwahl in die Lok Sabha 1980 war er 1982–83 Staatsminister für Industrie. Bei den Wahlen 1985, 1990, 1993, 1998, 2003, 2007, 2012 und 2017 wurde er außerdem insgesamt sieben Mal in Folge als Abgeordneter in die gesetzgebende Versammlung des Bundesstaates Himachal Pradesh gewählt (1985 im Wahlkreis 4-Jubbal-Kotkhai, 1990 bis 2007 im Wahlkreis 3-Rohru, 2012 im Wahlkreis 64-Shimla Rural und 2017 im Wahlkreis 50-Arki). In den Jahren 1983–90, 1993–98 und 2003–07 hatte er das Amt des Chief Ministers von Himachal Pradesh inne und war zwischen 1998 und 2003 Oppositionsführer im Parlament von Himachal Pradesh. Nach der Wiederwahl in die 15. Lok Sabha bei den Wahlen 2009 trat er als Minister für Stahl in die Koalitionsregierung unter Premierminister Manmohan Singh ein. Nach dem Wahlsieg der Kongresspartei bei den Bundesstaatswahlen in Himachal Pradesh kehrte er 2012 in das Amt des Chief Ministers des Bundesstaates zurück.
Die Wahl zum Parlament von Himachal Pradesh am 9. November 2017 wurde durch die Bharatiya Janata Party (BJP) gewonnen. Singhs Nachfolger im Amt des Chief Ministers wurde ab dem 27. Dezember 2017 Jai Ram Thakur.
Virbhadra Singh hatte aus zwei Ehen einen Sohn und vier Töchter. Am 28. Mai 1954 heiratete er Rani Ratan Kumari, die der indischen Fürstenfamilie der Ranas von Jubbal entstammte. Mit ihr hatte er drei Töchter. Nach dem Tod seiner Frau am 27. September 1983 heiratete Virbhadra Singh am 28. November 1985 erneut. Mit seiner zweiten Frau Rani Pratibha, einer Angehörigen der Keonthal-Fürstenfamilie, hatte er einen Sohn und eine Tochter.
Er starb am 8. Juli 2021 im Indira Gandhi Medical College in Shimla an Komplikationen einer COVID-19-Erkrankung.